# Tariyunnuaq
Tariyunnuaq, tidigare Melville Sound, är ett sund i Kanada.   Det ligger i territoriet Nunavut, i den centrala delen av landet, 3 100 km nordväst om huvudstaden Ottawa.